# Królestwo piekieł
Królestwo piekieł. Powstanie warszawskie (dun. Kommando Reichsführer Himmler, ang. Reign of hell) – powieść wojenna duńskiego pisarza Svena Hassela z 1971. Polskie wydanie książki ukazało się w 2008 w tłumaczeniu Joanny Jankowskiej.

## Treść
Jest dziewiątą częścią wojennej serii, opartej częściowo na osobistych przeżyciach autora z okresu służby na prawie wszystkich frontach II wojny światowej, w tym w jednostkach karnych Wehrmachtu. Bohaterami są członkowie 27. Pułku Pancernego (który w rzeczywistości nigdy nie istniał): Sven (autor, narrator wszystkich powieści Hassela), Joseph Porta (humorystyczny gawędziarz, pochodzący z Berlina), Wolfgang Creutzfeld - Mały (olbrzym z nadanym ironicznie przezwiskiem, hamburczyk), Willie Beier - Stary (doświadczony starszy sierżant), Alfred Kalb - Legionista (były żołnierz Legii Cudzoziemskiej), Julius Heide (doswiadczony żołnierz, zatwardziały nazista), Peter Blom - Barcelona (weteran wojny domowej w Hiszpanii) i inni. Ich losy autor przedstawił na różnych frontach II wojny światowej koncentrując się na brutalności i bezsensowności wojny oraz roli pojedynczego żołnierza w konflikcie. Istotnym wątkiem tej części są losy bohaterów podczas powstania warszawskiego (w polskim wydaniu nadano nawet stosowny podtytuł), aczkolwiek walk tych dotyczą tylko cztery ostatnie rozdziały: Życzliwa koza, Burdel, Cmentarz na Woli i Koniec. Pozostała treść opisuje starcia w Rosji i nieokreślonej części Polski, trudnej do wskazania geograficznego, gdzie wysokie góry stykały się z rozległymi bagnami. Opisane jest także nieludzkie traktowanie żołnierzy kompanii karnych w obozie przy poligonie w Sennelager koło Paderborn. Autor przybliża również zbrodnicze działania Oskara Dirlewangera i Bronisława Kaminskiego podczas powstania warszawskiego.
Powieść nie jest obrazem historycznym wojny i powstania, ale bardziej impresją na ten temat, przedstawiającą wojnę jako okrutne barbarzyństwo pozbawione celu. Rozkazy Hitlera i Himmlera nakazują bezwzględność i okrucieństwo w stosunku do przeciwnika, zarówno żołnierza, jak i każdego cywila bez względu na płeć, wiek, czy stan zdrowia. Realizacja tych zbrodniczych zamierzeń jest przedmiotem szczegółowych opisów Hassela, jak również zdecydowanej jego krytyki.